# BODIPY

BODIPY母核構造

BODIPY（ボディピー、ボディパイ）は蛍光色素の一種であり、英語のboron-dipyrromethene の略称である。二置換ホウ素原子（通常BF2ユニット）と複合体を形成したジピロメテンから構成されている。BODIPY母核構造のIUPAC名は4,4-difluoro-4-bora-3a,4a-diaza-s-indaceneである。
前駆体である無置換のジピロメテンが不安定であるために無置換BODIPY色素は合成されていなかったが、2009年に3つの独立した研究グループからそれぞれ異なる手法で無置換BODIPYの合成が報告された。

## 性質

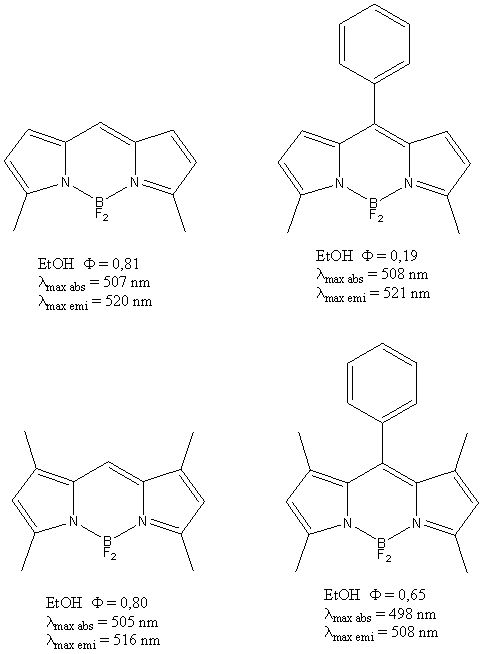

BODIPY色素類は、他に類を見ない程小さなストークスシフトや、周辺環境に依存しない蛍光量子収率（場合によっては水中でさえもしばしば100%近くに達する）、鋭い励起および発光スペクトルを有している。これらの特徴により、BODIPYは様々なイメージング応用において重要なツールとなっている。双極子モーメントと遷移双極子が互いに直交しているため、異なる極性を有する溶媒中でも吸収波長および発光波長がほとんど変化しない。

## 合成
BODIPYは、三級アミン存在下でジピロメテン前駆体と三フッ化ホウ素エーテル錯体との反応によって調製されるが、ほとんどの場合系中で合成したジピロメテンが用いられる。ジピロメテンは、適したピロールからいくつかの方法で合成可能である。用いられるピロールはα位の1つが無置換であり、もう一つのα位は置換されていることが多く、このようなピロールはクノールのピロール合成によって合成することができる。
ピロール誘導体と芳香族アルデヒドとのTFA存在下での縮合によりジピロメタンが生成する。このジピロメタンがDDQあるいはp-クロラニルといったキノン酸化剤により酸化されジピロメテンとなる。
もう一つの方法として、ピロールと活性化カルボン酸（多くの場合は酸塩化物）との反応によって、ジピロメテンを直接調製するというものがある。非対称ジピロメテンは、ピロールと2-アシルピロールとの縮合によって得ることができる。中間体のジピロメタンは比較的安定であるため単離および精製が可能であるが、ジピロメテンは不安定であるため単離されることはあまりない。

## 構造
一般的に使用されるBODIPY色素の構造を以下に示す。